# Реза Пехлеви
Реза́-шах Пехлеви́ (перс. رضا شاه پهلوی‎, азерб. رضا شاه پهلوی / Rza şah Pəhləvi, маз. رضاشاء پهلوی; 15 марта 1878 — 26 июля 1944) — тридцать четвёртый шах Ирана с 1925 года по 1941 год и первый из династии Пехлеви. Реформатор.

## Биография
Реза Пехлеви родился 15 марта (по другим данным 16 марта) 1878 года в деревне Алашт шахристана Савадкух остана (провинции) Мазендеран в тюркоязычной семье военных. Его мать Нуш Афарин Айромлу происходила из азербайджанцев-айрумов. Из айрумов происходила и одна из его жён Тадж ол-Молук Айромлу — мать последнего шахиншаха Ирана Мохаммеда Реза Пехлеви — и ближайшие соратники. По некоторым данным, мать Реза Пехлеви была мусульманкой-иммигранткой из Грузии (тогда входившей в состав Российской империи), чья семья эмигрировала в Каджарский Иран. Его отец был мазандеранцем, зачисленным в 7-й Савадкухский полк и участвовавшем в осаде Герата в 1856 году. Его предки бежали с Кавказа из-за русского вторжения и получили феодальное владение в плодородном селе Алашт в Мазендаране. Отец Реза-хана Аббас Али-хан (1815—1878) умер через 3-6 месяцев после рождения сына.
Реза-хан был многоязычным: говорил на диалекте мазандеранского алашти с соседями, на персидском с окружающим миром, на ломаном русском с царскими казачьими офицерами Персидской казачьей бригады и на тюркском (азербайджанском) со своими солдатами. Он был самоучкой, согласно некоторым источникам, неграмотным.
Карьеру начал как рядовой Персидской казачьей бригады (ПКБ). В 20-летнем возрасте он был произведён в офицеры. В 1903 году назначен телохранителем голландского консула генерала Фрица Кнебеля. В 1910 году Реза-хан был произведён в чин капитана ПКБ. К 1919 году дослужился до генерала. С помощью бывших сослуживцев по казачьей дивизии в 1921 году, в разгар смуты и внешней интервенции, иранский офицер Реза Пехлеви с боями занял столицу Тегеран и был назначен Ахмад-шахом Каджаром военным губернатором и главнокомандующим, а через некоторое время — военным министром.
В 1923 году Пехлеви назначен премьер-министром.

## Действия Реза-хана против династии Каджаров
В 1925 году в военном министерстве царила напряженная атмосфера. Документ, помеченный номером 35/4254 и датированный 16 ноября, был спешно подготовлен и отправлен из центра в адрес военного командования в Исфахане. Это было не просто письмо, а четкий приказ, призывающий к немедленным действиям, направленным на свержение династии Каджаров. Содержание документа было ясным: в Исфахане должны были начаться массовые акции в поддержку кампании по устранению Каджаров от власти. Различные слои населения города, включая влиятельных и известных людей, должны были подписать и отправить в Азербайджан телеграммы, призывающие к скорейшему осуществлению этого плана. В этих телеграммах следовало особо подчеркнуть, что терпение общества исчерпано, и народ больше не желает мириться с правлением этой династии. Более того, предлагалось установить короткий срок для выполнения требований, чтобы усилить давление.
Копии этих телеграмм должны были быть направлены в центральные органы власти в Тегеране, включая парламент и правительство, чтобы продемонстрировать единство и решимость. В документе подчеркивалось, что в Азербайджане и Тегеране уже начались активные действия: в столице даже группа людей устроила сидячую забастовку. Задержка с протестами в Исфахане могла быть воспринята как слабость, поэтому требовалось немедленно действовать, предоставив Азербайджану полные полномочия для реализации этого плана. Кроме того, в Исфахане предлагалось организовать дополнительные акции, такие как публичные выступления и митинги, чтобы усилить общественное давление. Время не ждало, и военное руководство ясно дало понять, что промедление недопустимо. Подпись под документом принадлежала начальнику штаба вооруженных сил, что подчеркивало серьезность и официальный характер приказа.

## Правление и свержение
Используя своё положение и авторитет, он подготовил свержение династии Каджаров. Учредительная ассамблея Меджлиса 31 октября 1925 года объявила о низложении Ахмед-шаха Каджара и всей Каджарской династии, 12 декабря 1925 года Реза-хан пришёл к власти и был провозглашён новым шахом Ирана под именем Реза-шаха Пехлеви, 15 декабря он принёс присягу правителя. В 1927 году, под давлением СССР, был подписан советско-иранский договор о гарантии и нейтралитете.
В 1941 году, в ходе Второй мировой войны, Реза-шах отказал Великобритании и СССР в размещении их войск на территории Ирана, после чего 25 августа 1941 г. советские и английские войска с двух концов страны пересекли иранскую границу. Было объявлено, что на весь период Второй мировой войны они берут территорию под свой контроль, а шаху было предложено отречься от престола. Отречение состоялось 16 сентября 1941 года. Бывший шах умер в изгнании в Йоханнесбурге, в Южной Африке, в 1944 году.

## Реформы
По его почину была проведена судебная реформа (1927—1928), отменён капитуляционный режим (1928), были приняты Гражданский кодекс (1929), закон против насильственных захватов земли (1930), закон о продаже государственных земель (1934), введён автономный таможенный тариф. В 1935 году издал декрет о снятии чадры. В том же 1935 году Реза-шах потребовал, чтобы иностранные государства стали официально использовать самоназвание государства — «Иран», вместо употреблявшегося до того названия «Персия». Опираясь на реорганизованную армию, Реза-шах вёл борьбу против сепаратизма крупных феодалов.

## Память
Его сын Мохаммед Реза Пехлеви перенёс останки отца в Иран и воздвиг ему мавзолей, однако после исламской революции по распоряжению аятолл мавзолей был разрушен.